# Zana Krasniqi
Zana Kraniqi (sinh năm 1989 tại Pristina, Kosovo) là một hoa hậu đến từ đất nước Kosovo. Cô là đại diện đầu tiên của Kosovo đến tham dự cuộc thi Hoa hậu Hoàn vũ 2008 tổ chức tại Nha Trang, Việt Nam.
Thời gian đầu, Zana Krasniqi bị từ chối nhập cảnh vào Việt Nam do Việt Nam phản đối sự độc lập của Kosovo. Bên cạnh đó, Serbia và Montenegro cũng tuyên bố sẽ rút đại diện tại Hoa hậu Hoàn vũ nếu Kosovo tham dự. Tuy nhiên cuối cùng, Kosovo cũng đã được chấp thuận tham dự cuộc thi Hoa hậu Hoàn vũ và việc rút thí sinh của một số nước đã không xảy ra. Ngay phần thi trang phục dân tộc, Zana Krasniqi đã lọt vào top 10 những bộ trang phục truyền thống đẹp nhất. Trong đêm chung kết, cô cũng lọt vào top 10 người đẹp nhất của cuộc thi.
Trong cuộc thi, Zana Krasniqi đã kết thân với hoa hậu Serbia.